# Argyra leucocephala
Argyra leucocephala är en tvåvingeart som först beskrevs av Johann Wilhelm Meigen 1824.  Argyra leucocephala ingår i släktet Argyra och familjen styltflugor. Arten är reproducerande i Sverige. Inga underarter finns listade i Catalogue of Life.